# アライブエンタテインメント
株式会社アライブエンタテインメント（英文社名；ALIVE Entertainment inc.）は、大阪府大阪市中央区に本店を置く日本の芸能プロダクション、モデルエージェンシー。東京オフィスは、東京都中央区銀座2丁目12-3 ライトビル4Fに所在。

## 沿革・概要
- 2009年12月 - 『株式会社アライブエンタテインメント』設立。

## 主な所属タレント
※2025年3月現在。公式サイトの順。

### TOKYO
- 柳 いろは（ヤナギ イロハ）
- 黒田 真友香（クロダ マユカ）
- COCO（ココ）
- 星島 沙也加（ホシジマ サヤカ）
- 穐田 和恵（アキタ カズエ）
- 清原 ゆきな（キヨハラ ユキナ）
- 今西由記（イマニシユキ）
- 秋山 未有（アキヤマ ミユ）
- 内田 瑞穂（ウチダ ミズホ）
- 遠野千夏（トウノチカ）
- あさいあみ（アサイアミ）
- 穂波 はる（ホナミ ハル）
- 小坂田 純奈（コサカダ ジュンナ）
- 藤田 もも（フジタモモ）
- Arisa（アリサ）
- 田中 璃奈（タナカリナ）
- えびまる（エビマル）
- 天羽 結愛（アモウ ユア）
- やしろじゅり。
- 楠 エマ（クスノキ エマ）
- 森 未蘭（モリ ミラン

### OSAKA
- 蒼井 さや（アオイ サヤ）
- 金城 真央（カネシロ マオ ）
- 田尻 夏樹（タジリ ナツキ）
- 三島 ゆかり（ミシマ ユカリ）
- 殿倉 恵未（トノクラ メグミ）
- 彼方 茜香（オチカタ セリカ）
- 瀬戸 もも（セト モモ）
- 白浜さち（シラハマ サチ）
- 椿木 りさこ（ツバキ リサコ）
- 駒井 まち（コマイ マチ ）
- 美波 千尋（ミナミ チヒロ）
- 高塚 みゆき（タカツカ ミユキ）
- 小松 萌花（コマツホノカ）
- 上瀬 ももな（カミセモモナ）
- 竹下 智穂（タケシタ チホ）
- のまももか（ノマモモカ）

## かつて所属していたタレント
※イーキャスト時代に所属していたタレントも含む
| - 相沢香帆 - 藍田莉緒 - 相良てんか - 藍鈴 - 秋山由比乃 - 浅倉優美 - 浅野ちひろ - あすか - 天野樹里 - 天宮さら - 綱本奈月 - 彩島ゆかり - 鮎川美波 - 鮎川りな - 嵐優子 - 有沢さくら - 石橋あゆみ - 石橋幸子 - 石橋千晶 - 乾亜由美 - 岩崎百華 | - 岩下麻美 - 海老澤一恵 - Ena - エレナ・ビノグラドワ - 大奈みき - 岡本文夫 - 小川りえ - 越智亜由美 - 鍵本恵美 - 加藤夕貴 - 川口有紗 - 川口夏未 - 川端明恵 - 神田恵 - 神戸豊 - 樹咲ゆきな - 岸ゆきみ - 衣川絵美 - 京田真以美 - 倉仲汐佳 - 倉田さやか - 栗村はるか | - 黒崎あきら - 小池ユリア - 小泉佑莉 - 古賀斗和子 - 後藤美可 - 小林せりな - 近藤由花 - 斉藤友香利 - 佐倉法子 - 咲倉萌 - ザ☆コマッタメンツ - 佐々木友香 - 雑音gravity - 佐藤優貴 - SANA - 杉岡萌 - 鈴木ともみ - Sei（別名：聖） - 外原琴美 - 高見真由子 | - 瀧川亜情 - 竹森美登里 - 谷麻紗美 - 津田麻莉奈 - 戸澤有里 - 友原まり - 永井涼子 - 中西愛莉 - 仲村コニー - 中吉涼子 - 夏美唯 - 成田梨紗 - 橋本駒斗 - 羽田美夏 - 播磨裕美 - 春山ゆう - 廣沢友里圭 - 藤川エナ - 藤原英理香 - 星野きらり - 堀江真央 - 堀川薫 | - まいみ〜 - 松浦三佳 - MALI（現：池田麻理子） - MIE - 三上夏輝 - 水城千絵 - 水沢友香 - 湊あさか - 宮本望 - 森夏子 - 安倉みきほ - 山下晴奈 - 山本リサ - YUKI - 柚南みゆき - 吉井まりな - 吉澤奈央 - LOUDHEADS - LOVE-IT - 瑠歌 - RETRO - 若林麻衣子 | - 鷲頭美香 - 森はるか - 小塚麻央 - 麻生亜美 - 北谷ゆり - 宮崎彩 - 矢沢なり - 田崎輝 - 原紀舟 - 小川麗音 - 有井なつみ - 東ユリ - 白井千鶴 - 維新伝心 |